# Acutotyphlops
Genre
Acutotyphlops est un genre de serpents de la famille des Typhlopidae. 

## Répartition
Les 5 espèces de ce genre se rencontrent dans l'archipel des Salomon, dans l'archipel Bismarck et aux Philippines.

## Liste d'espèces
Selon The Reptile Database (21 avril 2014) :
- Acutotyphlops banaorum Wallach, Brown, Diesmos & Gee, 2007
- Acutotyphlops infralabialis (Waite, 1918)
- Acutotyphlops kunuaensis Wallach, 1995
- Acutotyphlops solomonis (Parker, 1939)
- Acutotyphlops subocularis (Waite, 1897)

## Publication originale
- Wallach, 1995 : A new genus for the Rhamphotyphlops subocularis species group (Serpentes: Typhlopidae), with description of a new species. Asiatic Herpetological Research, vol. 6, p. 132-150 (texte intégral).